# Intermezzo voor vierentwintig strijkers
Intermezzo voor vierentwintig strijkers is een compositie van Krzysztof Penderecki. Hij schreef het werk voor Edmond de Stoutz met het kamerorkest van Zürich, dat de eerste uitvoering gaf op 30 november 1973. De compositietechniek van Penderecki bevond zich in die jaren op de scheidslijn tussen de avant-garde muziek en een meer behoudender stijl van componeren.
De vierentwintig strijkers zijn als volgt verdeeld: 12 violen, 6 altviolern, 4 celli en 2 contrabassen